# Тајна канцеларија
Тајна канцеларија (рус. Тайная канцелярия) била је државни орган са функцијом политичке или тајне полиције у Руској Империји од 1718. до 1801. године.
У првим годинама постојала је паралелно са тзв. Преображенским приказом. Укинута је 1726. и поново успостављена 1731. под именом Канцеларија тајних истражних послова. Поново је укинута 1762. године од императора Петра III, а исте године је императорка Катарина Велика основала Тајну експедицију која је вршила њену улогу. Велики значај је имала Тајна експедиција за вријеме царствовања Павла I. Коначно је укинута за вријеме владавине Александра I.

## Историјат
Преображенски приказ је основан 1686. на почетку царствовања Петра I у подмосковском селу Преображенском. У почетку је била посебна канцеларија императора и служио је ради управљања Преображенским и Семјоновским пуком. Служио је као политички орган у борби за власт са царевном Софијом. Од 1695. бавио се безбједношћу јавног поретка у Москви и обављао је судске послове. Преображенски приказ налазио се у непосредној надлежношћу цара и на челу приказа је стајао кнез И. Ф. Ромодановски (до 1717), а касније његов син. Од 1725. Тајна канцеларија се бавила и кривичним дјелима којима је руководио Ушаков. Главни задатак Канцеларије било је хапшење противника политичких реформи Петра I.
Тајна канцеларија је основана фебруара 1718. и постојала је до 1726. године. Имала је исту надлежност као и Преображенски приказ у Москви и њом је такође управљао кнез Ромодановски. Сједиште Тајне канцеларије је било у Петропавловској тврђави у Санкт Петербургу.
На почетку царствовања Катарине I, Преображенски приказ је добио назив Преображенска канцеларија и постојала је до 1729, када ју је укинуо Петар II Алексејевич. Кнез Ромодановски је послан у оставку. Важнији послови канцеларије су били предани у Врховни тајни савјет, а остали послови у Правитељствујушчи сенат.
Послије укидања Тајне канцеларије 1727, она је 1731. наставила да ради као Канцеларија тајних истражних послова (рус. Канцелярия тайных и розыскных дел) под руководством Ушакова. Бавила се хапшењем државних преступника. Укинута је манифестом (прогласом) Петра III 1762. године.
Тајна експедиција (1762—1801) при Правитељствујушчем сенату је била централна државна установа и политички истражни орган. Основана је према указу Катарине II и замијенила је Тајну канцеларију. Налазила се у Петербургу и имала је одјељење у Москви. На челу ње се налазио генерал-прокурор Сената, а његов помоћник и непосредни руководилац послова био је обер-секретар (више од 30 година ту дужност је вршио С. И. Шешковски). Она је спроводила истрагу и судила у важнијим политичким пословима. Године 1774. тајне комисије Тајне експедиције су спроводиле истрагу над учесницима побуне Јемељана Пугачоваа у градовима Казању, Оренбургу и др.
После укидања Тајне експедиције њене функције су прешле на Први и Пети департман Правитељствујушчег сената.